# Eugène Rodenbourg
Eugène Rodenbourg (* 18. September 1895 in Luxemburg; † 1. Oktober 1975) war ein luxemburgischer Jurist.

## Leben
Der Sohn eines Landwirtes studierte in München, Bonn, Paris und Löwen Rechtswissenschaft und wurde in dieser Disziplin 1920 promoviert. In Rédange trat er 1927 eine Stelle als Friedensrichter an. In den Folgejahren war er an den Distriktgerichten in Diekirch und Luxemburg tätig. 1937 wurde Rodenbourg zum Generalanwalt ernannt, 1945 zum Procureur d’Etat. Im Jahre 1946 übernahm er die Präsidentschaft des Luxemburger Distriktgerichts.
Ein Jahr später wurde er in den Staatsrat von Luxemburg berufen, dem er bis 1972 angehörte, in den letzten drei Jahren als Vizepräsident. Er wirkte zudem an zahlreichen weiteren Gerichten: ab 1955 als stellvertretender Präsident des französisch-saarländischen Schiedsgerichts, ab 1957 als Vizepräsident des gemäß dem Vertrag von Luxemburg eingerichteten Deutsch-Französischen Gemischten Gerichtshofs und ab 1959 als Vizepräsident des Obersten Gerichtshofs von Luxemburg. 1960 wurde er zum Ehrenvizepräsidenten des Obersten Gerichtshofs ernannt. Als erster luxemburgischer Richter wurde er 1959 in den neugegründeten Europäischen Gerichtshof für Menschenrechte gewählt.
Rodenbourg wurde mit dem Orden der Eichenkrone (Klasse Komtur) und der Ehrenlegion (Klasse Ritter) ausgezeichnet.